# Wahlkreis Padua (Camera dei deputati)
Der Wahlkreis Padua ist seit 2017 ein Wahlkreis (italienisch collegio elettorale) für die Wahl der Abgeordnetenkammer.

## Von 2017 bis 2020

### Wahlkreisgebiet
Der Wahlkreis umfasste 6 Gemeinden der Provinz Padua (Albignasego, Legnaro, Padova, Ponte San Nicolò, Rubano und Selvazzano Dentro).

### Wahlergebnisse

#### Parlamentswahl 2018
| Kandidaten               | Kandidaten               | Stimmen | %    | Listen                              | Stimmen | %    |
| ------------------------ | ------------------------ | ------- | ---- | ----------------------------------- | ------- | ---- |
|                          | Arianna Lazzarinigewählt | 66.645  | 39,3 | Lega per Salvini Premier            | 41.126  | 24,2 |
| Forza Italia             | Arianna Lazzarinigewählt | 66.645  | 39,3 | 16.984                              | 10,0    |      |
| Fratelli d’Italia        | Arianna Lazzarinigewählt | 66.645  | 39,3 | 7.187                               | 4,2     |      |
| Noi con l’Italia – UDC   | Arianna Lazzarinigewählt | 66.645  | 39,3 | 1.348                               | 0,8     |      |
|                          | Fabio Verlato            | 49.876  | 29,4 | Partito Democratico                 | 38.693  | 22,8 |
| +Europa                  | Fabio Verlato            | 49.876  | 29,4 | 8.779                               | 5,2     |      |
| Italia Europa Insieme    | Fabio Verlato            | 49.876  | 29,4 | 1.335                               | 0,8     |      |
| Civica Popolare          | Fabio Verlato            | 49.876  | 29,4 | 1.069                               | 0,6     |      |
|                          | Maurizio Motta           | 38.289  | 22,6 | Movimento 5 Stelle                  | 38.289  | 22,6 |
|                          | Annalisa Di Maso         | 7.427   | 4,4  | Liberi e Uguali                     | 7.427   | 4,4  |
|                          | Enrica Guzzonato         | 1.768   | 1,0  | Potere al Popolo!                   | 1.768   | 1,0  |
|                          | Carlo Andrea Cardona     | 1.498   | 0,9  | CasaPound Italia                    | 1.498   | 0,9  |
|                          | Maria Verita Boddi       | 1.385   | 0,8  | Il Popolo della Famiglia            | 1.385   | 0,8  |
|                          | Marco Satta              | 950     | 0,6  | Italia agli Italiani (FN – FT)      | 950     | 0,6  |
|                          | Donatella Noventa        | 721     | 0,4  | 10 Volte Meglio                     | 721     | 0,4  |
|                          | Alessia Lotto            | 492     | 0,3  | Partito Valore Umano                | 492     | 0,3  |
|                          | Roberta Travaglia        | 383     | 0,2  | Grande Nord                         | 383     | 0,2  |
|                          | Giulio Cesare Giorgino   | 198     | 0,1  | Partito Repubblicano Italiano – ALA | 198     | 0,1  |
| Gesamt                   | Gesamt                   | 169.632 | 100  |                                     | 169.632 | 100  |
|                          |                          |         |      |                                     |         |      |
| Ungültige Stimmen        | Ungültige Stimmen        | 4.237   | 2,4  |                                     |         |      |
| Wähler                   | Wähler                   | 173.869 | 78,7 |                                     |         |      |
| Wahlberechtigte          | Wahlberechtigte          | 220.910 |      |                                     |         |      |
|                          |                          |         |      |                                     |         |      |
| Quelle: Innenministerium |                          |         |      |                                     |         |      |

## Seit 2020

### Wahlkreisgebiet
| Wahlkreise – Camera dei deputati – Venetien | Wahlkreise – Camera dei deputati – Venetien | Wahlkreise – Camera dei deputati – Venetien                                                             |
| Provinz                                     | Provinz                                     | Gemeinden nach Provinzen ⮞ Wahlkreis                                                                    |
| ------------------------------------------- | ------------------------------------------- | --- |
|                                             | Metropolitanstadt Venedig (44 Gemeinden)    | 17 ⮞ Wahlkreis Venedig 27 ⮞ Wahlkreis Chioggia                                                          |
|                                             | Provinz Belluno (61 Gemeinden)              | alle ⮞ Wahlkreis Belluno                                                                                |
|                                             | Provinz Padua (102 Gemeinden)               | 25 ⮞ Wahlkreis Padua 41 ⮞ Wahlkreis Selvazzano Dentro 36 ⮞ Wahlkreis Rovigo                             |
|                                             | Provinz Rovigo (50 Gemeinden)               | alle ⮞ Wahlkreis Rovigo                                                                                 |
|                                             | Provinz Treviso (94 Gemeinden)              | 36 ⮞ Wahlkreis Treviso 41 ⮞ Wahlkreis Castelfranco Veneto 16 ⮞ Wahlkreis Belluno 1 ⮞ Wahlkreis Chioggia |
|                                             | Provinz Verona (98 Gemeinden)               | 41 ⮞ Wahlkreis Verona 57 ⮞ Wahlkreis Villafranca di Verona                                              |
|                                             | Provinz Vicenza (114 Gemeinden)             | 51 ⮞ Wahlkreis Vicenza 63 ⮞ Wahlkreis Bassano del Grappa                                                |

Der Wahlkreis umfasst 25 Gemeinden der Provinz Padua (Abano Terme, Albignasego, Arre, Arzergrande, Battaglia Terme, Bovolenta, Brugine, Candiana, Cartura, Casalserugo, Codevigo, Conselve, Correzzola, Due Carrare, Legnaro, Maserà di Padova, Montegrotto Terme, Padova, Piove di Sacco, Polverara, Ponte San Nicolò, Pontelongo, Sant’Angelo di Piove di Sacco, Saonara und Terrassa Padovana).

### Wahlergebnisse

#### Parlamentswahl 2022
| Kandidaten                          | Kandidaten                | Stimmen | %    | Listen                                                  | Stimmen | %    |
| ----------------------------------- | ------------------------- | ------- | ---- | ------------------------------------------------------- | ------- | ---- |
|                                     | Elisabetta Gardinigewählt | 103.522 | 47,6 | Fratelli d’Italia                                       | 62.049  | 28,6 |
| Lega per Salvini Premier            | Elisabetta Gardinigewählt | 103.522 | 47,6 | 24.459                                                  | 11,3    |      |
| Forza Italia                        | Elisabetta Gardinigewählt | 103.522 | 47,6 | 12.453                                                  | 5,7     |      |
| Noi Moderati                        | Elisabetta Gardinigewählt | 103.522 | 47,6 | 4.561                                                   | 2,1     |      |
|                                     | Gianpiero Dalla Zuanna    | 64.062  | 29,5 | Partito Democratico – Italia Democratica e Progressista | 46.525  | 21,4 |
| Alleanza Verdi e Sinistra           | Gianpiero Dalla Zuanna    | 64.062  | 29,5 | 8.698                                                   | 4,0     |      |
| +Europa                             | Gianpiero Dalla Zuanna    | 64.062  | 29,5 | 8.090                                                   | 3,7     |      |
| Impegno Civico – Centro Democratico | Gianpiero Dalla Zuanna    | 64.062  | 29,5 | 749                                                     | 0,3     |      |
|                                     | Carlo Pasqualetto         | 22.321  | 10,3 | Azione – Italia Viva                                    | 22.321  | 10,3 |
|                                     | Giacomo Cusumano          | 13.954  | 6,4  | Movimento 5 Stelle                                      | 13.954  | 6,4  |
|                                     | Simone Colucci            | 4.895   | 2,3  | Italexit per l’Italia                                   | 4.895   | 2,3  |
|                                     | Paolo Girotto             | 3.762   | 1,7  | Vita                                                    | 3.762   | 1,7  |
|                                     | Luca Lendaro              | 2.591   | 1,2  | Unione Popolare                                         | 2.591   | 1,2  |
|                                     | Lorenzo Sivieri           | 2.213   | 1,0  | Italia Sovrana e Popolare                               | 2.213   | 1,0  |
| Gesamt                              | Gesamt                    | 217.320 | 100  |                                                         | 217.320 | 100  |
|                                     |                           |         |      |                                                         |         |      |
| Ungültige Stimmen                   | Ungültige Stimmen         | 7.791   | 3,5  |                                                         |         |      |
| Wähler                              | Wähler                    | 225.111 | 72,6 |                                                         |         |      |
| Wahlberechtigte                     | Wahlberechtigte           | 309.858 |      |                                                         |         |      |
|                                     |                           |         |      |                                                         |         |      |
| Quelle: Innenministerium            |                           |         |      |                                                         |         |      |